# Giro di Svizzera 1936
Il Giro di Svizzera 1936, quarta edizione della corsa, si svolse dal 20 al 27 giugno 1936 per un percorso totale di 1 657,3 km, con partenza e arrivo a Zurigo. Il corridore belga Henri Garnier si aggiudicò la corsa concludendo in 49h34'25".
Dei 70 ciclisti alla partenza arrivarono al traguardo in 43, mentre 27 si ritirarono.

## Tappe
| Tappa  | Data      | Percorso                    | km      | Vincitore di tappa | Leader cl. generale |
| ------ | --------- | --------------------------- | ------- | ------------------ | ------------------- |
| 1ª     | 20 giugno | Zurigo > Davos              | 227,6   | Henri Garnier      | Henri Garnier       |
| 2ª     | 21 giugno | Davos > Lugano              | 233,3   | Augusto Introzzi   | Henri Garnier       |
| 3ª     | 22 giugno | Lugano > Lucerna            | 205,4   | August Erne        | Henri Garnier       |
| 4ª-1ª  | 23 giugno | Lucerna > Berna             | 144,5   | Paul Egli          | Henri Garnier       |
| 4ª-2ª  | 23 giugno | Berna > Ginevra             | 172,2   | Paul Egli          | Henri Garnier       |
| 5ª     | 25 giugno | Ginevra > La Chaux-de-Fonds | 182,1   | Edward Vissers     | Henri Garnier       |
| 6ª     | 26 giugno | La Chaux-de-Fonds > Basilea | 229,7   | Theo Heimann       | Henri Garnier       |
| 7ª     | 27 giugno | Basilea > Zurigo            | 262,5   | Max Bulla          | Henri Garnier       |
| Totale | Totale    | Totale                      | 1 657,3 |                    |                     |

## Dettagli delle tappe

### 1ª tappa
- 20 giugno: Zurigo > Davos – 227,6 km

Risultati
| Pos. | Corridore     | Squadra  | Tempo    |
| ---- | ------------- | -------- | -------- |
| 1    | Henri Garnier | Belgio   | 6h23'32" |
| 2    | Alfons Deloor | Belgio   | a 8"     |
| 3    | Leo Amberg    | Svizzera | s.t.     |

### 2ª tappa
- 21 giugno: Davos > Lugano – 233,3 km

Risultati
| Pos. | Corridore        | Squadra | Tempo    |
| ---- | ---------------- | ------- | -------- |
| 1    | Augusto Introzzi | Italia  | 7h48'20" |
| 2    | Henri Garnier    | Belgio  | s.t.     |
| 3    | Alfons Deloor    | Belgio  | a 8.30"  |

### 3ª tappa
- 22 giugno: Lugano > Lucerna – 205,4 km

Risultati
| Pos. | Corridore       | Squadra  | Tempo    |
| ---- | --------------- | -------- | -------- |
| 1    | August Erne     | Svizzera | 6h42'27" |
| 2    | Leo Amberg      | Svizzera | s.t.     |
| 3    | Carlo Romanatti | Italia   | s.t.     |

### 4ª tappa-1ª semitappa
- 23 giugno: Lucerna > Berna – 144,5 km

Risultati
| Pos. | Corridore       | Squadra  | Tempo    |
| ---- | --------------- | -------- | -------- |
| 1    | Paul Egli       | Svizzera | 4h15'57" |
| 2    | Alfredo Malmesi | Italia   | a 4'04"  |
| 3    | Rafael Ramos    | Spagna   | s.t.     |

### 4ª tappa-2ª semitappa
- 23 giugno: Berna > Ginevra – 172,2 km

Risultati
| Pos. | Corridore      | Squadra  | Tempo    |
| ---- | -------------- | -------- | -------- |
| 1    | Paul Egli      | Svizzera | 4h37'57" |
| 2    | Max Bulla      | Austria  | s.t.     |
| 3    | Antoine Dignef | Belgio   | s.t.     |

### 5ª tappa
- 25 giugno: Ginevra > La Chaux-de-Fonds – 182,1 km

Risultati
| Pos. | Corridore       | Squadra  | Tempo    |
| ---- | --------------- | -------- | -------- |
| 1    | Edouard Vissers | Belgio   | 5h28'41" |
| 2    | Karl Litschi    | Svizzera | s.t.     |
| 3    | Luigi Barral    | Italia   | s.t.     |

### 6ª tappa
- 26 giugno: La Chaux-de-Fonds > Basilea – 229,7 km

Risultati
| Pos. | Corridore     | Squadra     | Tempo    |
| ---- | ------------- | ----------- | -------- |
| 1    | Theo Heimann  | Svizzera    | 6h07'40" |
| 2    | Arsène Mersch | Lussemburgo | s.t.     |
| 3    | Paul Egli     | Svizzera    | s.t.     |

### 7ª tappa
- 27 giugno: Basilea > Zurigo – 262,5 km

Risultati
| Pos. | Corridore       | Squadra  | Tempo    |
| ---- | --------------- | -------- | -------- |
| 1    | Max Bulla       | Austria  | 7h17'33" |
| 2    | Antoine Dignef  | Belgio   | s.t.     |
| 3    | Oskar Thierbach | Germania | s.t.     |

## Classifiche finali

### Classifica generale
| Pos. | Corridore        | Squadra  | Tempo     |
| ---- | ---------------- | -------- | --------- |
| 1    | Henri Garnier    | Belgio   | 49h34'25" |
| 2    | Gustaaf Deloor   | Belgio   | a 7'20"   |
| 3    | Leo Amberg       | Svizzera | a 23'44"  |
| 4    | Walter Blattmann | Svizzera | a 23'58"  |
| 5    | Léon Level       | Francia  | a 24'30"  |
| 6    | Alfons Deloor    | Belgio   | a 25'06"  |
| 7    | Paul Egli        | Svizzera | a 27'23"  |
| 8    | Rafael Ramos     | Spagna   | a 28'47"  |
| 9    | August Erne      | Svizzera | a 31'02"  |
| 10   | Alfredo Malmesi  | Italia   | a 32'59"  |

### Classifica scalatori
| Pos. | Corridore       | Squadra  | Punti |
| ---- | --------------- | -------- | ----- |
| 1    | Henri Garnier   | Belgio   | 40    |
| 2    | Raymond Louviot | Francia  | 33    |
| 3    | Luigi Barral    | Italia   | 33    |
| 4    | Alfredo Malmesi | Italia   | 28    |
| 5    | Leo Amberg      | Svizzera | 24    |

### Classifica squadre
| Pos. | Squadra  | Tempo      |
| ---- | -------- | ---------- |
| 1    | Belgio   | 149h15'41" |
| 2    | Svizzera | a 42'39"   |
| 3    | Italia   | a 2h19'36" |
| 4    | Germania | a 3h03'56" |
| 5    | Francia  | a 3h08'08" |